# Coursera
Coursera /kərˈsɛrə/ — проект в сфере массового онлайн-образования, основанный профессорами информатики Стэнфордского университета Эндрю Ыном и Дафной Коллер. В его рамках существует проект по публикации образовательных материалов в интернете в виде набора онлайн-курсов.
Проект сотрудничает с университетами, которые публикуют и ведут в системе курсы по различным отраслям знаний. Слушатели проходят курсы, общаются с сокурсниками, сдают тесты и экзамены непосредственно на сайте Coursera, также распространяется официальное мобильное приложение для iPhone и Android. На февраль 2017 года в Coursera зарегистрировано 87 млн пользователей и более 4300 курсов и 430 специализаций от 149 образовательных учреждений.
В марте 2021 года Coursera провела первичное размещение акций на Нью-йоркской фондовой бирже, продав 15,7 млн акций по цене $33 за акцию. Компания привлекла $517 млн и оценка ее рыночной стоимости в рамках размещения составила около $4,3 млрд.

## Курсы
В проекте представлены курсы по физике, инженерным дисциплинам, гуманитарным наукам и искусству, медицине, биологии, математике, информатике, экономике и бизнесу. Продолжительность курсов примерно от шести до десяти недель, с 1—2 часами видеолекций в неделю, курсы содержат задания, еженедельные упражнения и иногда заключительный проект или экзамен.
В отличие от таких проектов, как Academic Earth, в проекте предлагаются не отдельные лекции, а полноценные курсы, которые включают видеолекции с субтитрами, текстовые конспекты, домашние задания, тесты и итоговые экзамены. Доступ к курсам ограничен по времени; каждое домашнее задание или тест должно быть выполнено только в определенный период времени. По окончании курса, при условии успешной сдачи промежуточных заданий и заключительного экзамена, слушателю выдаётся сертификат об окончании.
По состоянию на 2014 год основная часть курсов представлена на английском языке, есть курсы на китайском, испанском, французском, русском, португальском (более десятка), имеются по несколько курсов и на других языках. При этом активно добавляются субтитры на многих языках мира, которые создаются слушателями на добровольных началах. Для создания субтитров на русском языке запущен проект «Переведем Coursera», в котором на начало 2015 года зарегистрировано 15 тысяч участников и переведено 30 курсов.
Среди курсов известных лекторов, опубликованных в проекте — «Машинное обучение» (Эндрю Ын), «Вероятностные графические модели» (Дафна Коллер), «Теория автоматов» (Джеффри Ульман), «Принципы функционального программирования на языке Scala» (Мартин Одерски), «Руководство для начинающих по иррациональному поведению» (Дэн Ариэли), «Джазовая импровизация» (Гэри Бёртон).

## Партнёры
В 2012 году Coursera начала работать со Стэнфордом, Принстоном, Мичиганским и Пенсильванским университетами. 12 образовательных учреждений-партнёров были добавлены в июле 2012 года, и ещё 17 — в сентябре 2012 года. В феврале 2013 года проект сообщил о ещё 29 партнёрских вузах. По состоянию на 2014 год число партнёров — 108. Среди университетов, сотрудничающих с проектом — Университет Джонса Хопкинса, Калифорнийский технологический институт, Эдинбургский университет, Университет Торонто, Колумбийский университет, Пенсильванский университет, Московский физико-технический институт, Высшая школа экономики, Вятская государственная сельскохозяйственная академия.
В конце октября 2013 года Coursera объединилась с Госдепартаментом США для создания обучающих хабов по всему миру. В январе 2014 года Госдепартамент приказал заблокировать доступ к курсам из Ирана, Судана и Кубы.

## Аудитория
Около 38,5 % слушателей проживают в США. Такие страны, как Бразилия, Китай и Индия, лидируют в списке иностранных слушателей, также на сайте значительная аудитория из России, Германии, Испании, Великобритании, Канады, Австралии, Колумбии, Украины и Таиланда.
Для курсов доступны веб-форумы, а некоторые слушатели также договариваются о личных встречах для обучения, используя социальные сети, существуют сообщества с регулярными собраниями слушателей. «Кодекс чести» Coursera запрещает копировать ответы, поэтому обсуждения не должны содержать обмена ответами, а только полезные обсуждения.
Формат Peer-graded review позволяет обсуждать ответы коллег и получать из них дополнительную к лекционной информацию и пищу к размышлениям.
Coursera также предлагает курсы последипломного образования в сотрудничестве с университетами. Например, платформа сотрудничает с HEC Paris для получения степени магистра в области инноваций и предпринимательства. Эта программа, 100% онлайн, направлена на подготовку топ-менеджеров, специализирующихся в этих двух областях, за 18 месяцев. Он открылся в марте 2017 года.

## Альтернатива традиционному образованию
Заявленная миссия организации — обучать миллионы студентов со всего мира, изменяя метод традиционного преподавания.
В январе 2013 года Coursera сообщила, что Американский образовательный совет одобрил пять курсов, рекомендованных для зачёта в колледжах США:
- «Алгебра» от Калифорнийского университета в Ирвайне;
- «Начала математического анализа» от Калифорнийского университета в Ирвайне;
- «Введение в генетику и эволюцию» от Университета Дьюка;
- «Биоэлектричество: количественный метод» от Университета Дьюка;
- «Математический анализ, функции одной переменной» от Пенсильванского университета.

По окончании таких курсов проводится очный онлайновый экзамен (посредством веб-камеры) в аккредитованной  экзаменационной службе, услуга стоит $60–$90.

## Бизнес-модель
Точная бизнес-модель проекта не раскрывается, предполагается, что возможна монетизация через продажу сертификатов с брендом университета либо за тестирование с подтверждением личности. Другие варианты: система поиска работников и работодателей, платная персональная поддержка или репетиторство, реклама на сайте, переход на модель платного обучения (для обучающихся в университетах).
Стоимость разработки цифровых материалов для одного курса оценивается в $15–30 тыс. Платформа способна обеспечивать до порядка 50 тыс. обучающихся на каждом курсе.
В сентябре 2013 года проект сообщил о доходе $1 млн за счёт оплаты слушателями подтверждённых сертификатов. Контракт между Coursera и университетами-участниками включает в себя «мозгоштурмный» список способов получения доходов[уточнить], включая сборы за подтвержденные сертификаты, знакомство слушателей (с их согласия) с потенциальными работодателями и рекрутёрами, репетиторство, спонсорство и плату за обучение. По состоянию на декабрь 2013 года компания привлекла $85 млн венчурного капитала. Джон Дерр предположил, что люди будут платить за «ценные, добавочные услуги». Любой поток доходов будет разделён со школами, получающими небольшой процент доходов и 20 % от валовой прибыли.
Проект целенаправленно снижает затраты на проведение курсов за счёт системы автоматической оценки домашних заданий и тестов, где это возможно; используются как формальные, так и статистические методы оценки.
С 2015-2016 годов проводится активная монетизация. С 2015 года недоступны бесплатные сертификаты о завершении. Стали доступны платные верифицированные сертификаты, появились «Специализации» (единая покупка услуги верифицированный сертификат для нескольких связанных общей темой курсов; количество специализаций планируется увеличивать), рассматривается возможность по введению ежемесячной подписки на специализации. Часть курсов в 2016 году полностью выведена из доступа для неплатящих пользователей , для других — бесплатно доступны лишь лекции, но не тесты.
1 июня 2020 года, в связи с пандемией COVID-19, был открыт бесплатный доступ к образовательным программам для студентов всех учебных заведений — всего 3800 курсов, 150 интерактивных проектов и 11 профессиональных программ.  Для бесплатного доступа необходимо иметь почту с доменом университета.

## Информационно-технологическая инфраструктура
Coursera работает на веб-сервере nginx на компьютерах на ОС Linux, арендованных в Amazon Web Services. Данные хранятся в Amazon S3, а поиск по сайту осуществляется с помощью Amazon CloudSearch, в котором проиндексировано более 4,3 млн документов на сайте. Ежемесячно базы данных Coursera, использующие Amazon Relational Database Service, обрабатывают 10 млрд SQL-запросов, а сайт обслуживает около 500 терабайт трафика.

## Критика
- Для некоторых курсов настоятельно рекомендуется приобретать книги авторов курса. Amazon доплачивает платформе за покупки, совершенные со страниц курсов[20].
- Некоторые эксперты считают, что распространение бесплатного онлайн-образования от крупных вузов может привести к закрытию мелких колледжей[21]. Экспансия онлайн-курсов элитных американских вузов может серьезно ударить и по российским региональным институтам.[22]

## Ограничения использования
По состоянию на март 2024 года сервис недоступен для пользователей Кубы, Ирана, Судана и  России в результате санкций США по отношению к этим странам. Компания работает над тем, чтобы возобновить доступ для жителей этих стран, по крайней мере, к некоторым из курсов.